# Ilocano hebardi
Ilocano hebardi är en insektsart som beskrevs av Rehn, J.A.G. och J.W.H. Rehn 1939. Ilocano hebardi ingår i släktet Ilocano och familjen Heteropterygidae. Inga underarter finns listade i Catalogue of Life.